# José Galisteo
José Antonio Galisteo García (Viladecans, Barcelona, 24 de febrero de 1977) es un cantante español. 
Se dio a conocer como concursante del programa de televisión Operación Triunfo 2006 emitido en Telecinco, quedando finalista. En 2014 presenta su cuarto trabajo discográfico I Believe in You. Anteriormente había publicado Remember (2007), Luces y sombras (2009) y Wish (2013).

## Biografía
José Galisteo, artista español, concursante del exitoso programa de TV Operación Triunfo, quedando finalista en la edición del 2006.
En mayo de 2007 lanza su primer disco, titulado Remember con Universal Music, un álbum de versiones de hits de los 80's y 90's con producción a cargo de los productores  Dabruk, consiguiendo mantenerse en la lista oficial de ventas Promusicae durante varios meses.
Extrae dos singles, "I Promised Myself" (en cuyo videoclip aparece como chico de calendario) y "Big in Japan", con un videoclip rodado en París, y en el que comparte historia de amor pasional con una sexy modelo japonesa. En 2008 obtiene el premio Garamond a la producción de su disco Remember y otorgado en Madrid por un jurado formado por destacados músicos y productores de la escena musical nacional.
Realiza dos giras (2007 y 2008) que lo llevan por todo el territorio nacional y también países como Francia, Andorra y Suiza.
En febrero de 2009 se instala en París para preparar su nuevo álbum y producir algunos de los temas, el segundo de estudio en tres años.
En octubre de 2009 lanza Luces y Sombras, un álbum en español y de estilo pop electrónico, con trece cortes de los cuales tres son remixes. Repite producción con Dabruk y con producción adicional de Andreas Rickstrand (Suecia), Tony Sanchez-Ohlsson y Kareem Junior (Dj y productor francés). Debuta como productor y director artístico, bajo su propio sello independiente Label Sound Records, creado en el 2009. El álbum contiene temas de destacados autores españoles y suecos como Thomas G:Son (autor de Euphoria de Loreen),Tony Sanchez Ohlsson (autor de Quédate Conmigo de Pastora Soler, Ander Perez Nemowave y Amaia Martínez más conocidos como Andermay y autores de Dime de Beth, William Luque, entre muchos otros.
La gira Luces y sombras 2009 lo lleva por todo el territorio nacional y varias ciudades europeas como Lyon, París, Berna o Helsinki. Su primer sencillo, "Lógicamente No" es un tema dance acompañado de un videoclip rodado en Barcelona en el que se cuenta una intensa historia de desencuentros amorosos.
En abril de 2010 lanza comercialmente "Beautiful life", un maxisingle con cinco cortes que incluye varios remixes, acompañado de un sugerente videoclip y dirigido por Kareem Benham. Permaneció varios días en el Top 3 de iTunes España. "Beautiful life" es presentada a la preselección eurovisiva española del 2010 para el programa de TVE Destino Oslo, logrando quedar entre las seis finalistas y cuarta por votación popular, entre más de 500 participantes.
En enero de 2011 lanza "Mis trampas", tercer sencillo de Luces y sombras, en un maxisingle con varios remixes del productor Danny Oton y con el que se mantiene Top 5 de iTunes durante varias semanas, acompañado de un videoclip delirante y que promociona por España, algunas ciudades europeas y también en algunas emisoras de países iberoamericanos como Argentina, Uruguay y México.
En abril de 2013 presenta el sencillo "Wish" producido por él mismo y con el que permanece varios días en el Top 4 de iTunes.
En septiembre de 2014 crea su propia productora audiovisual LeClip.es junto a Kareem Benham
En octubre lanza el sencillo "I Believe In You" escrito y producido por él mismo. Una semana después se estrena el videoclip de dicho sencillo, dirigido por Kareem Benham para LeClip.es
En noviembre de 2014 presenta "Jo Crec en Tu", versión en catalán de "I Believe in You" consiguiendo otro Top 5 en Itunes. Semanas después lanza un maxisingle con varios remixes a cargo de Núria Scarp y Jaime Olmos.
En mayo de 2015 entra a formar parte de la prestigiosa orquesta de Almería  "Expresiones" (antigua formación del artista español David Bisbal) como estrella invitada realizando las giras 2015 y 2016 por todo el territorio español.
En 2016 crea la agencia de djs y eventos BarcelonaDeejays.com

## Discografía

### Álbumes
- 2007 - Remember (Vale Music/Universal)
- 2009 - Luces y sombras (Label Sound Records)

### Maxisingles
- 2010 - «Beautiful Life» (Label Sound Records)
- 2013 - «Wish» (Goal Songs)
- 2014 - «I Believe In You» (La Cúpula Music)
- 2014 - «I Believe In You» - Remixes (La Cúpula Music)

### Sencillos
- 2007 - «I Promised Myself» (Vale Music/Universal)
- 2007 - «What is Love» (Vale Music/Universal)
- 2008 - «Big in Japan» (Vale Music/Universal)
- 2009 - «Lógicamente no» (Label Sound Records)
- 2010 - «Beautiful Life» (Label Sound Records)
- 2011 - «Mis trampas» (Label Sound Records)
- 2013 - «Wish» (Goal Songs)
- 2014 - «I Believe in You» (La Cúpula Music)
- 2014 - «Jo Crec en Tu» (La Cúpula Music)

### Videoclips
- 2007 - I Promised Myself (dir. Rita Clip!) Vale Music/Universal
- 2008 - Big in Japan (dir. Karim Benham) Vale Music/Universal
- 2009 - Lógicamente no (dir. Karim Benham) Label Sound Records
- 2010 - Beautiful Life (dir. Karim Benham) Label Sound Records
- 2011 - Mis trampas (dir. Karim Benham/Albert Salas) Label Sound Records
- 2014 - I Believe in You (dir. Karim Benham) Galisteo Music
- 2014 - Jo crec en Tu (dir. Karim Benham) Galisteo Music